# Boban Babunski
Boban Babunski - em macedônio, Бобан Бабунски (Skopje, 5 de maio de 1968) é um ex-futebolista e treinador de futebol macedônio. Atualmente é o técnico do Vardar.

## Carreira
Jogou pelo Vardar entre 1986 e 1992, atuando em 141 partidas e marcando 14 gols. Conquistou apenas um título pelos Rubro-Negros, já no último ano pelo clube.
Fora de seu país, atuou por CSKA Sófia, Lleida, Gamba Osaka, AEK, Logroñés, Sint-Truiden, Chemnitzer e Rabotnički, onde encerrou a carreira pela primeira vez em 2001.
Voltou aos gramados em 2008, jogando uma partida pelo Kožuf antes de pendurar definitivamente as chuteiras.

## Carreira internacional
Em 1991, Babunski fez suas 2 partidas pela Iugoslávia antes da separação do país. A partir de 1993, passou a defender a Macedônia, tendo jogado 23 vezes até 2000.

## Carreira de treinador
Entre 2002 e 2006, Babunski integrou a comissão técnica da Seleção Macedônia, trabalhando como auxiliar-técnico, inclusive chegando a ser técnico da equipe em 2005. Em 2009, regressou à seleção, desta vez como técnico da equipe Sub-21, após um ano como treinador do Rabotnički. Trabalhou ainda como auxiliar-técnico dos Leões Vermelhos, entre 2011 e 2012.
Após 6 anos longe do futebol, retomou a carreira de técnico no Vardar, seu primeiro clube como jogador.

## Vida pessoal
Seus filhos, David e Dorian, seguiram a carreira profissional; o primeiro chegou a atuar nas categorias de base do Barcelona (desde 2017, atua pelo Yokohama F. Marinos), enquanto que o segundo jogou nos juniores do Real Madrid e, assim como David, joga no futebol japonês, pelo Machida Zelvia.